# شهرآرا (مقاطعة تشالوس)
شهرآرا (بالفارسية: شهرآرا) هي قرية تقع في قسم كلارستاق الشرقي الريفي (مقاطعة تشالوس) في إيران. يقدر عدد سكانها بـ 377 نسمة بحسب إحصاء 2016.